# (100340) 1995 SQ41
(100340) 1995 SQ41 es un asteroide perteneciente al cinturón de asteroides, descubierto el 25 de septiembre de 1995 por el equipo del Spacewatch desde el Observatorio Nacional de Kitt Peak, Arizona, Estados Unidos.

## Designación y nombre
Designado provisionalmente como 1995 SQ41.

## Características orbitales
1995 SQ41 está situado a una distancia media del Sol de 3,180 ua, pudiendo alejarse hasta 3,737 ua y acercarse hasta 2,622 ua. Su excentricidad es 0,175 y la inclinación orbital 1,959 grados. Emplea 2071 días en completar una órbita alrededor del Sol.

## Características físicas
La magnitud absoluta de 1995 SQ41 es 15.